# Ghetto Riga

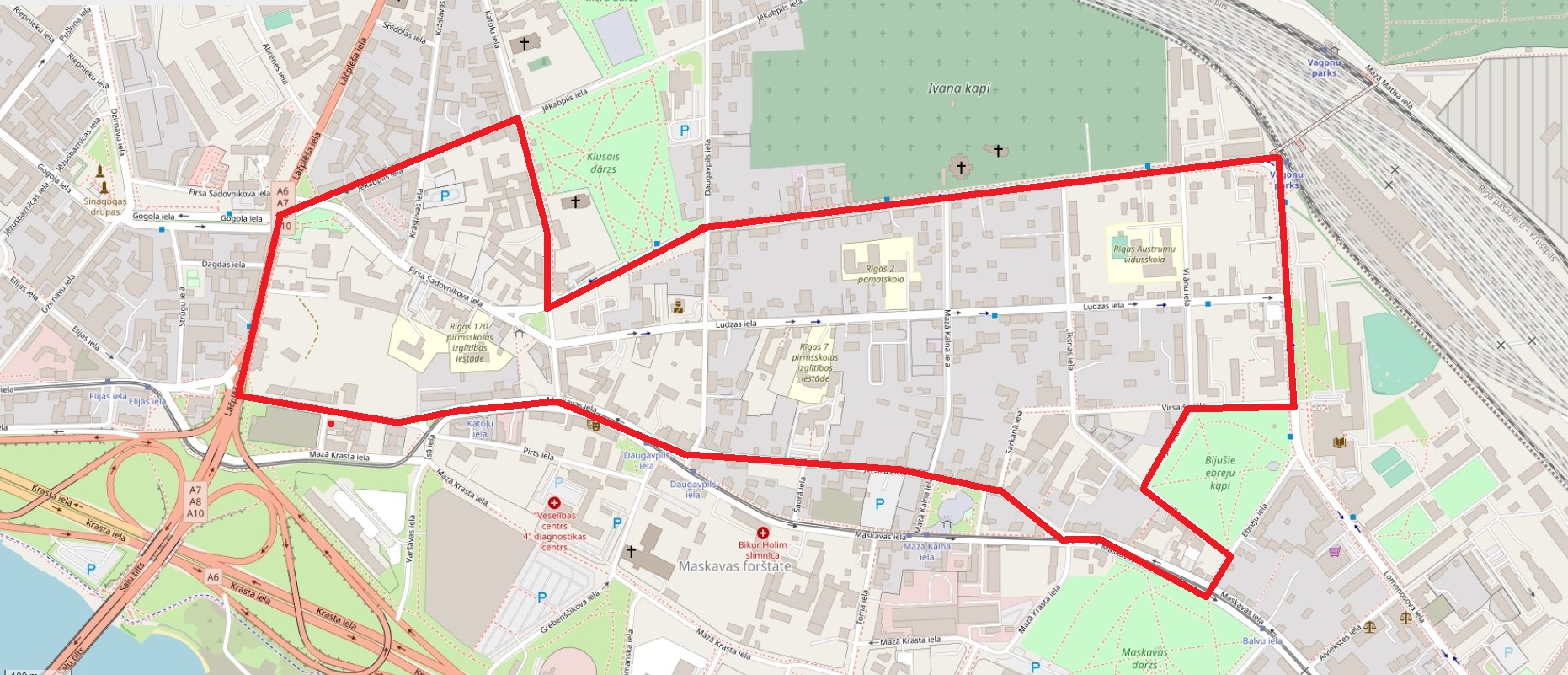
Karte des Ghettos

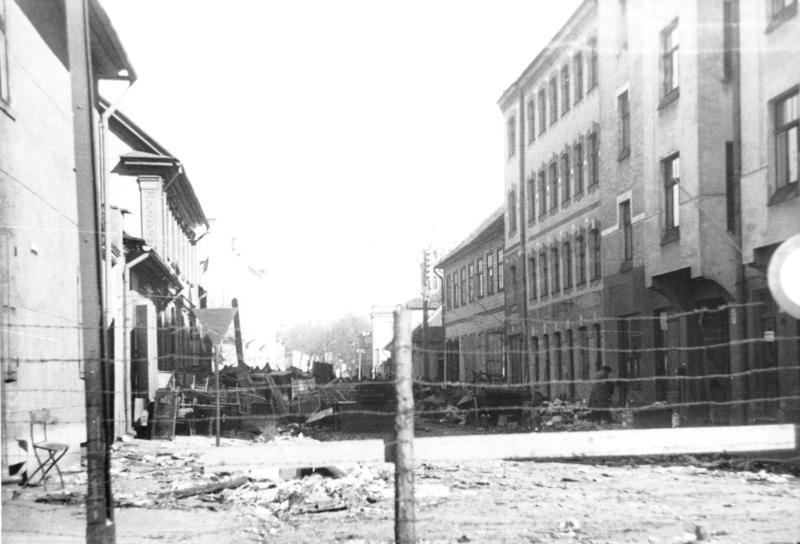
Ghetto Riga (ca. 1942)

Das Ghetto von Riga war ein kleiner, abgesperrter Bereich in der Maskavas forštate (Moskauer Vorstadt) der lettischen Hauptstadt Riga, in dem deutsche Besatzer während des Zweiten Weltkriegs ab 1941 Juden internierten. Fast alle wurden – innerhalb des provisorischen Konzentrations- oder Sammellagers bzw. in den angrenzenden Wäldern oder benachbarten Konzentrationslagern – im Rahmen des Holocausts (der Schoah) ermordet. Im sogenannten Ghetto Riga waren auf engstem Raum zunächst lettische Juden untergebracht. Ab Ende 1941 wurden auch Juden aus Deutschland in Zügen dorthin deportiert.

## Jüdische Vorgeschichte
Die ersten Juden siedelten sich im 17. Jahrhundert in Riga an. Trotz mehrfacher Vertreibungen wuchs die Stadt zum politischen und kulturellen Zentrum der lettischen Juden heran. 1935 betrug der jüdische Anteil an der Stadtbevölkerung 11 % (43.000 Personen); etwa die Hälfte der lettischen Juden lebte in Riga. Es gab ein jüdisches Theater, jüdische Schulen und Krankenhäuser und drei jiddische Tageszeitungen. Auch die Deutschen waren eine Minderheit in Lettland, und in der demokratischen Zeit der Unabhängigkeit Lettlands zwischen dem Ersten und Zweiten Weltkrieg kam es häufig zur Zusammenarbeit zwischen Juden und Deutschen.
Nach dem geheimen Zusatzprotokoll des Hitler-Stalin-Pakts 1939 sollte Lettland unter sowjetischen Einfluss kommen, und die deutsche Regierung siedelte präventiv etwa 50.000 Deutschbalten ins Reich um, die meisten davon ins bis dahin polnische Wartheland. Im Sommer 1940 besetzten Truppen der Sowjetunion Riga und begannen im Winter mit Deportationen der politischen und wirtschaftlichen Elite des Landes. Zwischen dem 13. und 19. Juni 1941 kam es zur Verschleppung mehrerer tausend Juden aus Lettland in sowjetische Lager; zumeist handelte es sich dabei um Angehörige jüdischer Organisationen und Zionisten. Der sowjetische Diktator Josef Stalin wollte damit vermutlich auch die Situation Hitler gegenüber entspannen: Eine Belassung der Nationalisten und Juden im Baltikum hätte als Provokation missverstanden und als Kriegsvorwand dienen können.

## Pogrome
Neun Tage nach dem deutschen Überfall auf die Sowjetunion, am 1. Juli 1941, nahmen deutsche Truppen die Stadt ein. Mehrere tausend Juden, darunter auch Soldaten der Roten Armee, flüchteten. Am selben Tag kam es zu Pogromen gegen Juden, bei denen sich lettische Nationalisten hervortaten und binnen der folgenden drei Monate mehr als 6.000 Personen in Riga und Umgebung ermordeten.
Der Auslöser für die Übergriffe war eine Radiosendung des von den deutschen Truppen übernommenen Rigaer Senders am 1. Juli. Nach der alten lettischen Nationalhymne folgten das Horst-Wessel-Lied sowie mehrere Ansprachen. Unter anderem rief der lettische Nationalist und Kollaborateur Voldemārs Veiss die Bevölkerung zum offenen Kampf gegen die „Verräter“ und den „inneren Feind“ auf – gemeint waren die Sympathisanten mit der Sowjetunion und die Juden; in der nationalsozialistischen Ideologie war die Vorstellung vom „jüdischen Bolschewismus“ verbreitet, das heißt, dass der Bolschewismus in erster Linie ein Projekt von Juden sei. Nach dieser Denkweise erschienen Angriffe auf Juden als sinnvolles Mittel des Kampfes gegen die Sowjetherrschaft. Zu den Federführern des Pogroms gehörte der ehemalige Polizist und Jurist Viktors Arājs, dessen „Kommando Arājs“ von der so genannten „lettischen Hilfspolizei des Sicherheitsdienstes“ etwa die Hälfte der lettischen Juden ermordete.
Von der Eroberung Rigas bis zum 1. September 1941 unterstand die Stadt der Militärverwaltung der Wehrmacht. Sie trug damit eine Mitverantwortung an dem Massaker, da sie den lettischen „Selbstschutz“ anerkannte, seinen Aufbau förderte und dessen Männer zur Mitarbeit heranzog. Nach Eintreffen der Einsatzgruppe A in Riga, als bereits ein Großteil der Rigaer Juden ermordet worden war, befahl deren Leiter, der SS-Brigadeführer Walter Stahlecker, den Selbstschutz abzubauen. An seiner Stelle wurde eine lettische Hilfspolizei organisiert, die den deutschen Polizeistellen unterstellt war. Bei seinem Eintreffen hatte Stahlecker nach Berlin gemeldet: „Pogrome laufen an.“

## Ghettobildung

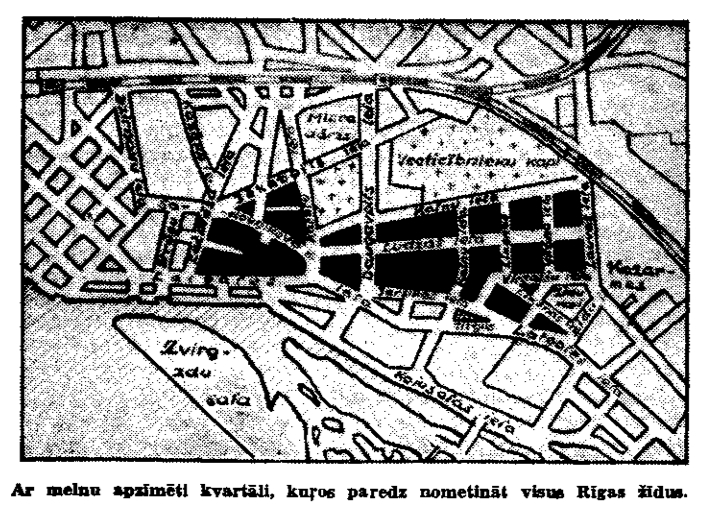
In der von den Nazis kontrollierten lettischen Zeitung Tēvjia im August 1941 abgedruckte Karte des Ghettos

Am 21. Juli 1941 beschloss das Wirtschaftskommando Riga, die jüdischen Arbeitskräfte in einem abgezäunten Gebiet (Ghetto) zu konzentrieren. Alle Juden wurden registriert, mussten den Judenstern tragen, durften keine öffentlichen Verkehrsmittel benutzen, nicht auf Bürgersteigen gehen, keine öffentlichen Plätze betreten, keine Bildungseinrichtungen besuchen, keine Berufe ausüben (mit wenigen Ausnahmen). Der Zugang zu Lebensmitteln wurde erschwert, das rituelle Schächten verboten, Zwangsarbeit befohlen. Die Besatzerbehörden setzten einen Judenrat, also eine scheinbare Selbstverwaltung mit geringen Befugnissen ein. Das mit Stacheldraht umzäunte Ghetto entstand in der Moskauer Vorstadt, wo traditionell Juden und Russen gelebt hatten. Die Polizeibehörden hatten die Anweisung, auf Menschen, die den Zaun bestiegen, ohne Vorwarnung zu schießen. Nach der Abriegelung des Ghettos lebten am 25. Oktober 1941 um 18.00 Uhr in heruntergekommenen Häusern auf engstem Raum 29.602 Juden, davon 15.738 Frauen, 8222 Männer und 5652 Kinder.

## Ermordung lettischer Juden

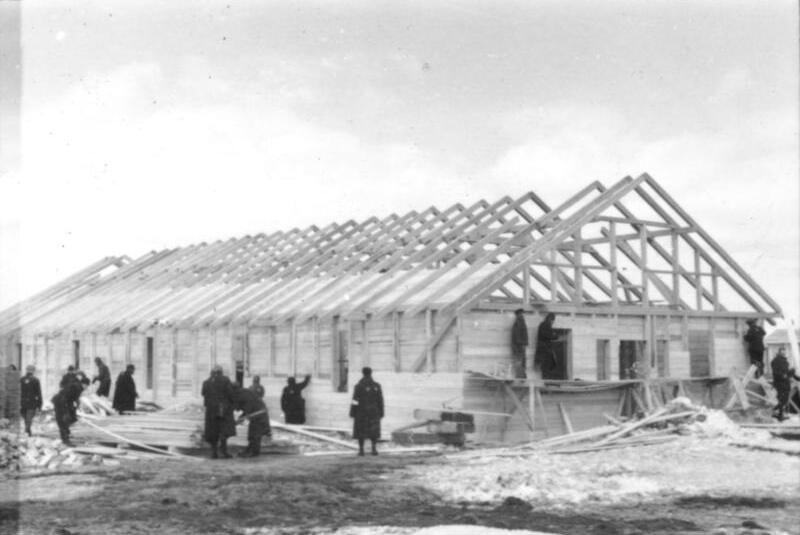
Juden aus dem Ghetto bauen in Zwangsarbeit ein Gebäude des KZ Salaspils (Dezember 1941)

Im September 1941 hatte Hitler auf Drängen Heydrichs und Goebbels hin die Deportation deutscher Juden nach dem Osten befohlen. Da das ursprünglich als Zielort geplante Ghetto Minsk schon bald keine Verschleppten mehr aufnehmen konnte, wurden weitere Züge nach Riga umgeleitet. Die Stadt hatte Himmler als Deportationsziel für 20.000 Juden aus dem Altreich, Österreich, Böhmen und Mähren vorgesehen. Aber auch das Ghetto von Riga war überfüllt und konnte die Deportierten aus Deutschland nicht aufnehmen. Ein erster Transportzug mit 1.053 Berliner Juden erreichte die Bahnstation Šķirotava am 30. November 1941. Alle Personen wurden noch am gleichen Tag im Wald von Rumbula bei Riga ermordet. Die nächsten vier eintreffenden Transporte mit rund 4.000 Personen wurden auf Befehl Walter Stahleckers auf einem leerstehenden Gutshof – später „Lager Jungfernhof“ genannt – notdürftig untergebracht.
Das Ghetto in Riga wurde am 30. November 1941 „freigemacht“, um für deportierte Juden aus Deutschland Platz zu gewinnen. In der Frühe dieses Tages mussten sich etwa 15.000 Juden in 500er Gruppen über vereiste Straßen auf den Fußweg in die nahen Wäldern von Rumbula machen. Dort wurden sie an Gruben, die sowjetische Kriegsgefangene ausgehoben hatten, von der lettischen SS unter Aufsicht der deutschen SS erschossen. Am 8. und 9. Dezember wurden die zunächst im Ghetto verbliebenen 12.500 Juden in Rumbula ermordet. Die Gesamtleitung für die Exekutionen hatte der Höhere SS- und Polizeiführer Friedrich Jeckeln. Lediglich Facharbeiter aus den Arbeitskommandos überlebten die Mordaktion. Sie wurden im „kleinen Ghetto“, dem nordöstlichen Teil des früheren „großen Ghettos“ (zwischen Kalna iela und Ludzas iela), interniert.

## Juden aus Deutschland

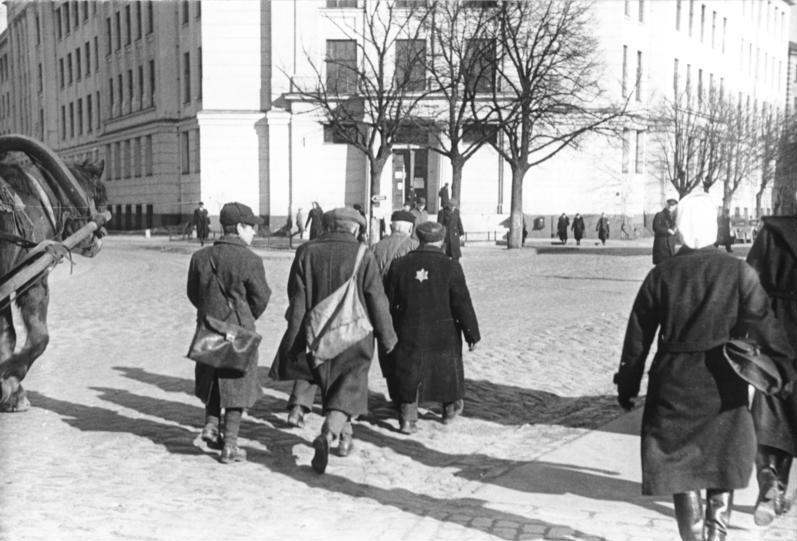
Juden im Ghetto Riga dürfen die Bürgersteige nicht benutzen, sondern müssen auf der Straße gehen. (1942)

Ab Dezember kamen Juden aus Deutschland im Ghetto an, unter ihnen beispielsweise die Künstlerin Alice Haarburger. Der sechste Deportationszug aus Deutschland mit Zielort Riga traf am 10. Dezember 1941 mit Kölner Juden ein und kam im so „freigemachten“ und verkleinerten Ghetto unter. Ein Zeitzeuge berichtete: „Es lagen noch Essensreste auf dem Tisch und die Öfen waren noch warm.“ Als exemplarisch für die Deportationstransporte kann der vertrauliche Bericht des Transportleiters der Ordnungspolizei Paul Salitter gelten, der im Dezember 1941 mit 15 Polizisten einen Deportationszug von Düsseldorf nach Riga führte.
Bis zum Jahresende trafen weitere 3.000 Juden aus Deutschland ein, darunter rund 1.000 hannoversche Juden und 1.000 Juden aus Kassel. Es wurde eine „Selbstverwaltung“ eingesetzt, zu deren Leiter als „Ältestenrat der Reichsjuden im Ghetto zu Riga“ der frühere Leiter des Kölner Wohlfahrtsamtes Max Leiser bestimmt wurde. Dem jüdischen Ghettorat unterstanden später die Ghettopolizei von etwa 70 Personen, die Arbeitseinsatz-Zentrale, ein Schulsystem sowie die Straßenreinigung und Abfallentsorgung. Die deutschen Juden benannten Straßen im Ghetto nach ihren Herkunftsstädten um, möglicherweise, um sie besser aussprechen zu können. Ghetto-Bewohner Max Kaufmann berichtet von einem angespannten Verhältnis zwischen lettischen und deutschen Juden. So habe der aus Köln verschleppte und in Riga internierte jüdische Arzt Hans Aufrecht als Ghetto-Arzt mit der Kommandantur kollaboriert. Bei Abschiebungen von Ghetto-Insassen ins Lager Kaiserwald bei Riga habe er sich dafür eingesetzt, dass vor allem lettische Juden gehen mussten. Für seine „hartherzige Behandlung der Juden“ wurde er nach Kriegsende verurteilt und hingerichtet. Die Ghetto-Bewohnerin Lilly Menczel sah auch positive Verbindungen: Obgleich es den deutschen Juden verboten war, in den kleinen lettischen Teil des Ghettos zu gehen, seien umgekehrt häufig lettische Juden – mit Genehmigung – in den deutschen Teil gekommen. Bei den Begegnungen hätten sich insbesondere junge Leute kennengelernt, von denen einige Überlebende nach der Befreiung heirateten.
Bis Mitte Februar 1942 kamen 10.000 Juden aus verschiedenen deutschen Städten und aus Prag hinzu. In einem abgetrennten Bereich waren 4.700 lettische sowie litauische Juden aus Kaunas untergebracht. Unklar bleibt, wie viele der 15.073 auf den Transportlisten verzeichneten deutschen Juden tatsächlich im Ghetto Riga aufgenommen wurden. Einige Dutzend Männer wurden direkt vom Bahnhof Šķirotava aus ins Lager KZ Salaspils geschickt; wahrscheinlich wurden bei einzelnen Transporten aus Theresienstadt aber auch gebrechliche Personen selektiert und noch am Ankunftstag erschossen.

## Zwangsarbeit und Selektionen

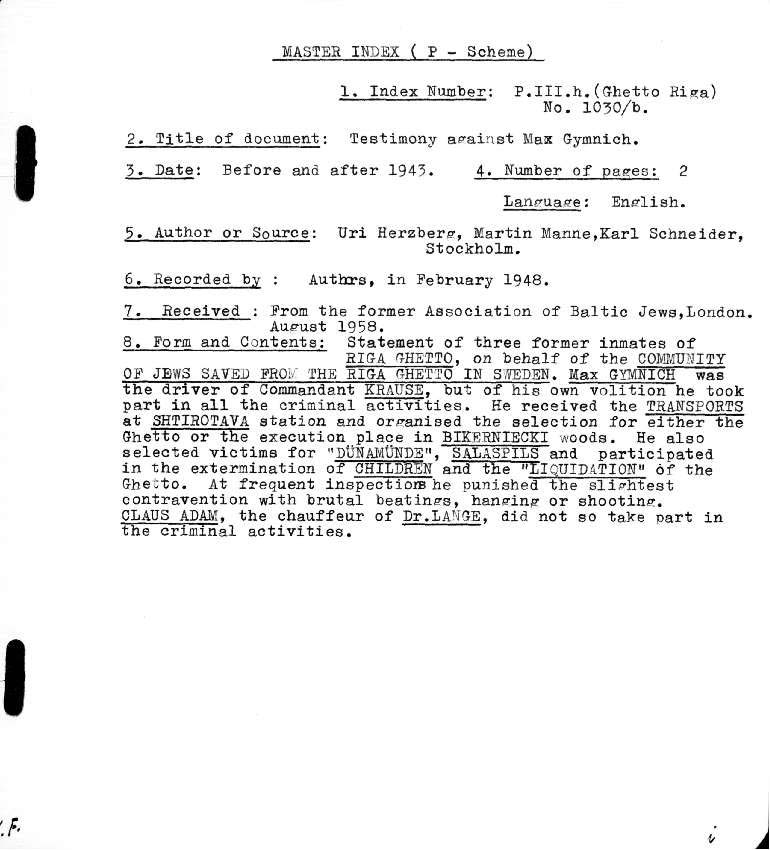
Ghettoinsassen bezeugen Max Gymnichs Brutalität (1948)

Der Mangel an Arbeitskräften beim Torfabbau, in der Landwirtschaft und im Baugewerbe war beträchtlich, zumal Gauleiter Fritz Sauckel als „Generalbevollmächtigter für den Arbeitseinsatz“ immer mehr Arbeiter für den Einsatz im Reich anforderte. Dennoch sträubte sich der Ghettokommandant, den Wünschen des zivilen Arbeitsamtes nachzukommen: Die Juden aus Deutschland seien nur vorübergehend hier untergebracht, ihre Einsatzfähigkeit sei wegen des Alters nur gering, die Arbeitskommandos würden zum Ausbau des Lagers in Salaspils benötigt oder seien bereits für die Logistik der Wehrmacht im Hafen, bei den Güterzügen und beim Flughafenbau beschäftigt.
Ab Dezember 1941 leitete Obersturmführer Kurt Krause (1904–1944), ein ehemaliger Berliner Polizist und zugleich Kommandant des Lagers Salaspils, das Ghetto Riga. Sein Assistent und Fahrer war SS-Unterscharführer Max Gymnich, ein Gestapo-Mann aus Köln. Krause, von Gefangenen „der Menschenfresser“ genannt, und Gymnich setzten große Hunde ein, um ihren Befehlen Nachdruck zu verleihen. Der lettische Jude Joseph Berman, der den Holocaust überlebte, beschrieb 1947 Gymnich als persönlich für die Deportation in den sicheren Tod („Himmelfahrtskommando“) zuständig. Im Ghetto sei er für zahllose Morde verantwortlich gewesen.
Im März 1942 wurden während der Aktion Dünamünde etwa 1.900 Arbeitsunfähige ausgewählt und unter dem Vorwand, in Dünamünde zu leichter Arbeit bei der Fischverarbeitung eingesetzt zu werden, in den Wald von Biķernieki geschafft, dort erschossen und verscharrt. 
Im Arbeitseinsatz befanden sich Ende 1942 rund 12.000 Juden des Rigaer Ghettos. Etwa 2.000 waren an der Arbeitsstätte kaserniert, 2.000 arbeiteten in Werkstätten innerhalb des Ghettos, mehr als 7.300 wurden in Kolonnen zur Arbeitsstätte geführt. Eine Abrechnung aus dem Jahr 1943 geht von 13.200 Juden im Ghetto aus. 

## Auflösung und KZ Kaiserwald
Der Arbeitskräftemangel bei kriegswichtigen Betrieben wie auch der wirtschaftliche Vorteil, den das WVHA durch die Überlassung von jüdischen Zwangsarbeitern daraus zog, schützten jedoch nicht dauerhaft vor den Vernichtungsabsichten der Nationalsozialisten. Himmler ordnete im Juni 1943 an, „alle im Gebiet Ostland noch in Ghettos vorhandene Juden in Konzentrationslager zusammen zu fassen... 2) Ich verbiete ab 1. 8. 1943 jedes Herausbringen von Juden aus den Konzentrationslagern zu Arbeiten. 3) In der Nähe von Riga ist ein Konzentrationslager zu errichten, in das die ganzen Bekleidungs- und Ausrüstungsfertigungen, die die Wehrmacht heute außerhalb hat, zu verlegen sind. Alle privaten Firmen sind auszuschalten. […] 5) Die nicht benötigten Angehörigen der jüdischen Ghettos sind nach dem Osten zu evakuieren.“ 
Im Rigaer Villenvorort Mežaparks-Kaiserwald entstand im Sommer 1943 das umzäunte KZ Riga-Kaiserwald, in dem acht Baracken für Häftlinge vorgesehen waren. Die ersten vierhundert Juden wurden im Juli 1943 aus dem Ghetto dorthin geschafft. Für die Häftlinge bedeutete das die Trennung von den Angehörigen; Häftlingskleidung, Abscheren der Haare und Verlust der Privatsphäre wirkten wie ein Schock.
Von diesem Zeitpunkt an begann die schrittweise Auflösung des Ghettos in Riga. Vereinzelt gelang es Personen aus dem Ghetto zu flüchten. So versteckten sich etwa acht Personen in Riga bei Anna Alma Pole, die postum als Gerechte unter den Völkern geehrt wurde. Am 2. November 1943 wurde das Ghetto geräumt. Dabei wurde selektiert, wer noch arbeitsfähig war. Die meisten der rund 2500 als „nicht arbeitsfähig“ bestimmten Juden wurden mit zwei Transporten nach Auschwitz gebracht. Beim ersten der beiden Transporte kam etwa die Hälfte der Deportierten ums Leben, als der Zug von Fliegern angegriffen wurde.
Weitreichende Planungen, das Konzentrationslager auszubauen und ein zweites zu errichten, wurden nicht mehr verwirklicht. Mehrere Betriebe richteten Lager ein, in denen die Zwangsarbeiter kaserniert wurden. Kinder und Kranke wurden im November 1943 nach Auschwitz deportiert. Ab August 1944 wurden Häftlinge auf dem Seeweg ins Konzentrationslager Stutthof „evakuiert“.
Insgesamt wurden etwa 25.000 deutsche Juden nach Riga deportiert. Die wenigsten von ihnen haben überlebt.

## Nachgeschichte
In Riga gibt es seit 1989 ein kleines Jüdisches Museum, das an das Ghetto erinnern soll. Hieraus ging auch der „Verein der Überlebenden des Rigaer Ghettos“ hervor, der sich seit 1993 um finanzielle Hilfen für die Überlebenden einsetzt. Am 21. September 2010 wurde in Riga das Ghetto-Museum eröffnet. Es befindet sich in der „Moskauer Vorstadt“ an der Grenze des ehemaligen Ghettos.

## Filme
- „Wir haben es doch erlebt...“ Das Ghetto von Riga Dokumentarfilm von Jürgen Hobrecht Berlin 2013[30]